# Passante ferroviario di Torino
Il passante ferroviario di Torino è una linea ferroviaria italiana di proprietà statale che attraversa in galleria la città di Torino. È gestito da Rete Ferroviaria Italiana (RFI) che la denomina come "linea passante" allo scopo di distinguerla dalla "linea storica" Torino-Milano, che attraversa la città con percorso simile ma in superficie, la quale in seguito è stata sostituita dal passante stesso nel tratto tra la stazione di Torino Stura e la stazione di Torino Lingotto. Il passante è parte integrante del servizio ferroviario metropolitano di Torino e del servizio ferroviario regionale del Piemonte.

## Storia

Logo del servizio ferroviario metropolitano di Torino

Originariamente le linee ferroviarie convergenti verso Torino furono tutte costruite a raso ed a cielo aperto. Progressivamente questa situazione creò forti disagi alla circolazione stradale con i passaggi a livello, per cui, nel 1905 e su sollecitazione del Comune di Torino, si chiese l'abbassamento del piano del ferro.
I tratti interessati al progetto furono:
- la Torino-Genova, da corso Germano Sommeiller a Torino Smistamento
- la Torino-Milano, dal "Quadrivio Zappata" a corso Vittorio Emanuele II
- la Torino-Bardonecchia, da Torino Smistamento al "Bivio La Grangia" di corso fratelli Rosselli

Il "Bivio La Grangia" e il "Quadrivio Zappata" presero il nome da due storiche e importanti cascine site nelle loro vicinanze. Il nome La Grangia, benché comparisse a grossi caratteri sul cartello posto sul fabbricato del posto di movimento, poi demolito e inglobato nella stazione di Torino San Paolo, e sulle pagine degli orari di servizio, come ad esempio quello in vigore nel 1969, venne comunemente storpiato in Lagrange, facendo confusione con il matematico torinese al quale è dedicata una via nei pressi di piazza Carlo Felice. L'ipotesi che si trattasse di un'italianizzazione del periodo fascista è smentita dal fatto che la dicitura "Bivio Lagrangia" compariva già nell'orario di servizio della Torino-Bardonecchia del 1906.
L'ubicazione delle suddette cascine è riportata rispettivamente nei quadri 106 e 108 della Guida Commerciale e Amministrativa di Torino del 1924-1925, edita da G. B. Paravia & C. nel giugno del 1924 e dall'uscita di stazione di Porta Nuova al "Quadrivio Zappata".
I lavori iniziarono nel 1911, ma furono sospesi durante il primo conflitto mondiale, per cui ripresero nel 1923. Oltre ai lavori ferroviari, come la posa di tutti i tratti a doppio binario, si scavò una trincea lunga quattro chilometri e profonda sette metri, si innalzarono due cavalcaferrovia, su corso Dante e su corso Bramante, e si riedificò il cavalcaferrovia di corso Sommeiller. L'inaugurazione avvenne nel 1928.
Le Ferrovie dello Stato (FS) progettarono anche di abbassare il piano ferroviario della stazione Porta Susa e del tracciato che la collegava alla stazione di Torino Dora, ma il primo intervento non si fece, poiché si preferì mantenere il servizio merci. Nemmeno il secondo intervento fu effettuato a causa dell'attraversamento a raso di corso Regina Margherita. Il comune di Torino progettò, quindi, di eliminare il passaggio a livello costruendo il sottopasso stradale, per cui il tratto tra corso Regina Margherita e il confine cittadino rimase a vista e senza attraversamenti: in sopraelevata su corso Principe Oddone, in trincea su quasi tutto corso Venezia e a raso dalla zona di via Breglio. Si costruì anche la sopraelevata di corso Mortara negli anni 1968-1969, ma questa è stata demolita tra il 2005 e il 2011 assieme alla stazione Dora. Stessa sorte anche per la sopraelevata all'inizio di via Duchessa Jolanda, demolita per l'interramento delle rotaie.
Nel 1979 la Regione Piemonte elaborò un Piano dei Trasporti che definì prioritario il nodo torinese: i primi lavori furono eseguiti sulla tratta dalla rinnovata stazione di Torino Lingotto sino a Trofarello con il quadruplicamento dei binari. Dal 1984 si iniziò a parlare del Passante intendendolo come una nuova linea a doppio binario tra stazione di Torino Lingotto e stazione Porta Susa. Nel 1987, con la costruzione del nuovo viadotto sul torrente Stura di Lanzo, iniziarono i lavori di costruzione del quadruplicamento e interramento del tratto nord.
Il 27 settembre 2009 fu attivato il binario pari sotterraneo fra la nuova stazione di Torino Porta Susa, costruita interamente sottoterra, e la stazione di Torino Stura. Il successivo 18 ottobre venne attivato anche il binario dispari interrato e conseguentemente venne dismesso il tracciato di superficie, comprendente la stazione di Torino Dora e la vecchia stazione di Porta Susa.
Il passante ferroviario fu aperto ai passeggeri il 2 dicembre 2012 ed è stato realizzato grazie a un investimento di 1,4 miliardi di euro.
Il 16 giugno 2015 partirono infine i restanti cantieri e gli interventi strutturali che completavano la parte in superficie, con lo sblocco degli ultimi lotti riguardanti la realizzazione di gallerie ferroviarie, un sottopassaggio veicolare in Piazza Statuto, il nuovo viadotto sulla Dora Riparia, nuovi collegamenti stradali e svariate piste ciclabili, che si snodano lungo la Spina Centrale e che riguardano questo tratto, per una spesa complessiva stimata in 25 milioni di euro. I lavori sono terminati a giugno 2016.
Nel 2018-2020 si è lavorato alla sistemazione superficiale di corso Venezia, con piste ciclabili e percorsi pedonali protetti.

### Progetto di collegamento con la Torino-Ceres
Con l'interramento delle rotaie, la ferrovia Torino-Ceres, che si collegava alla Torino-Milano presso la stazione di Torino Dora, venne isolata dalla rete ferroviaria per differenza di quote. Questo fatto fu dovuto all'eccessiva profondità che il passante raggiunge in quel tratto, a causa del passaggio sotto il fiume Dora Riparia e sottopasso del sottopassaggio di corso Regina Margherita. Scartata l'ipotesi di ricollegare la ferrovia Torino-Ceres alla Torino-Milano nella stazione di Torino Dora, fu ipotizzato un collegamento più a nord, sotto l'asse di corso Grosseto, con interconnessione avvenuta nella stazione di Torino Rebaudengo Fossata. Questo progetto fu approvato in giunta comunale nel 2007, con la demolizione della sopraelevata di corso Potenza per scavare la galleria.
Il piano prevede la deviazione dei binari, a partire da via Badini Confalonieri, che anziché proseguire in galleria verso la stazione di Madonna di Campagna, piega verso est per innestarsi sotto corso Grosseto, dove verrà realizzata la nuova stazione di Torino Grosseto all'altezza di via Lulli. Il tracciato prosegue verso est sino a collegarsi al passante nella stazione di Torino Rebaudengo Fossata. Il progetto richiede la demolizione della sopraelevata stradale di corso Potenza, che sarà sostituita con un sottopassaggio.
I lavori sono iniziati a settembre 2017, in fasi successive per non scollegare i binari sottostanti per il deposito GTT di Venaria per tram e bus.
Il servizio commerciale sulla nuova infrastruttura è stato avviato il 20 gennaio 2024.

### Interdizione ai treni con trazione tramite motore diesel

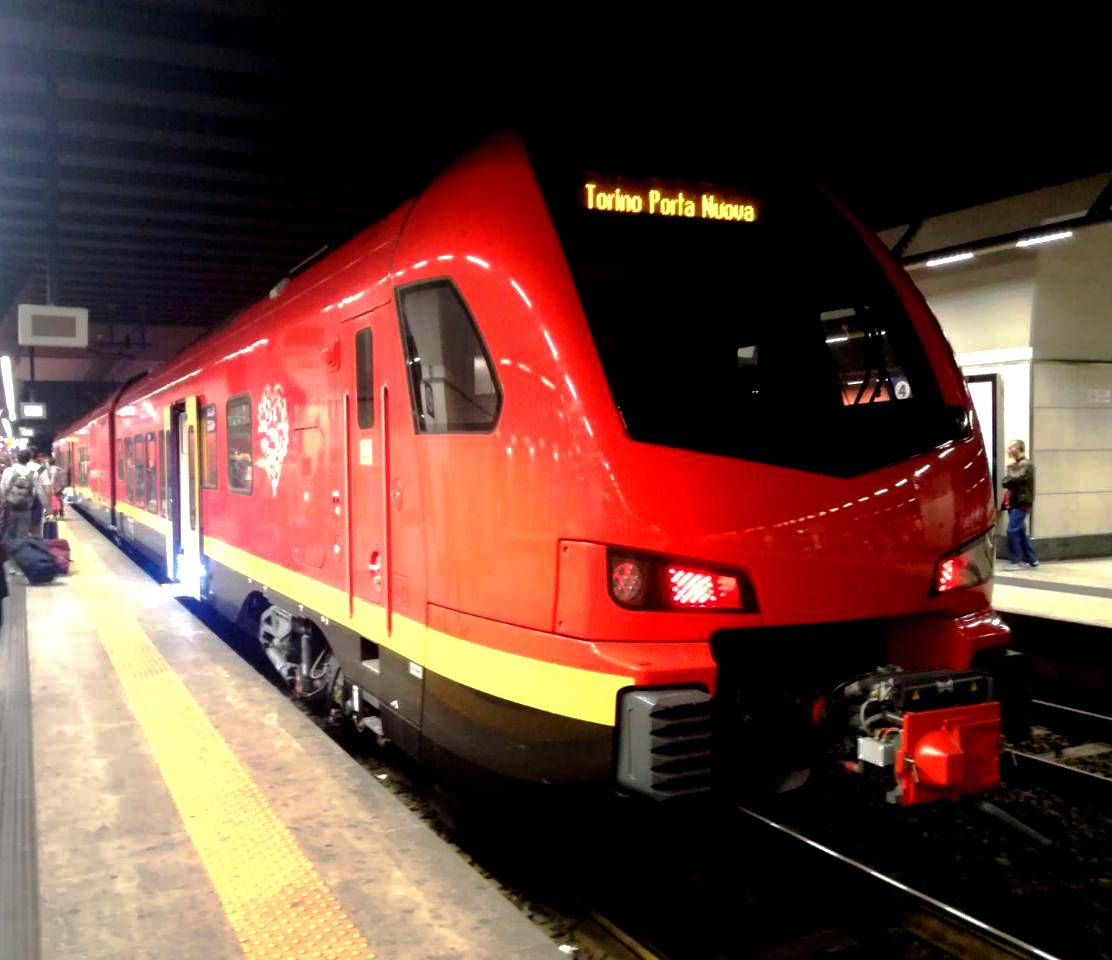
L'elettrotreno BTR 813

Il 24 ottobre 2009, l'impianto antincendio della nuova stazione sotterranea di Porta Susa, inaugurata circa un mese prima, si attivò autonomamente a causa dei fumi rilasciati da un convoglio a trazione diesel proveniente da Aosta, causando il blocco degli ascensori e l'erogazione delle "lame d'acqua" nei varchi d'ingresso della stazione. In seguito a tale episodio fu condotta un'analisi dei sistemi di sicurezza e delle procedure di emergenza attivi nel passante, dalla quale emersero anche preoccupazioni per la salute dell'utenza legate alle emissioni dei treni diesel; pertanto, in accordo con associazioni di passeggeri e gruppi ambientalisti, si decise di vietare il transito dei convogli a propulsione termica nel passante ferroviario a partire dal 12 dicembre 2010. Di conseguenza, da tale data sono stati soppressi i collegamenti diretti tra Torino e Aosta, che potevano essere svolti solo con treni alimentati a gasolio in quanto la ferrovia da Ivrea ad Aosta non è elettrificata; essi sono stati ripristinati a partire dal 2019 grazie all'entrata in servizio del nuovo elettrotreno BTR 813, convoglio bimodale dotato di motori elettrici alimentabili sia con linea aerea di contatto, sia con generatori diesel propri.

## Percorso
|  | Continuation backward |

| Unknown route-map component "d" | Unknown route-map component "v-SHI2gr" |

| Unknown route-map component "d" | Unknown route-map component "vÜSTor" |

| Unknown route-map component "d" | Unknown route-map component "CONT2" | Unknown route-map component "dKRZc3u" | Unknown route-map component "dSTR" |  |

| Unknown route-map component "STRc1" | Unknown route-map component "dKRZ2+4u-" | Unknown route-map component "vSHI2+r" |

|  | Unknown route-map component "dSTR" | Unknown route-map component "vÜSTo+r" |

|  | Unknown route-map component "dSTR" | Unknown route-map component "vSHI2g+l-" |

| Unknown route-map component "d" | Unknown route-map component "vSKRZ-Au" |

| Unknown route-map component "d" | Unknown route-map component "vSKRZ-Au" |

| Unknown route-map component "d" | Unknown route-map component "vBHF" |

| Unknown route-map component "d" | Unknown route-map component "dWASSERq" | Unknown route-map component "vWBRÜCKE1" | Unknown route-map component "dWASSERq" |

| Unknown route-map component "d" | Unknown route-map component "tvSTRa" |

| Unknown route-map component "tdCONTgq" | Unknown route-map component "tSTRq" | Unknown route-map component "tvABZg+r-STR" |  |

| Unknown route-map component "d" | Unknown route-map component "tvBHF-STR" |

| Unknown route-map component "exdCONTgq" | Unknown route-map component "exKBHFeq" | Unknown route-map component "tvSTR" |  |

| Unknown route-map component "d" | Unknown route-map component "dWASSERq" | Unknown route-map component "tvKRZW" | Unknown route-map component "dWASSERq" |

| Unknown route-map component "d" | Unknown route-map component "tvBHF" |

|  | Unknown route-map component "tdSTR" | Unknown route-map component "tvSHI2l-" |

| Unknown route-map component "tSTR+l" | Unknown route-map component "tKRZtu" | Unknown route-map component "tSTRr" |

| Unknown route-map component "tdCONTgq" | Unknown route-map component "tABZqlr" | Unknown route-map component "tKRZtu" | Unknown route-map component "tSTR+r" | Unknown route-map component "d" |

|  | Unknown route-map component "tSTRe" | Unknown route-map component "tSTRe" |

|  | Unknown route-map component "d" | Unknown route-map component "ABZg+l" | Unknown route-map component "ABZql" | Unknown route-map component "d" + Unknown route-map component "lCONTf@Gq" |

| Station on track |

| Unknown route-map component "CONTgq" | Unknown route-map component "ABZgr" |  |

| Continuation forward |

Il tratto urbano del passante attraversa il comprensorio ferroviario dalla stazione di Torino Lingotto alla stazione di Torino Stura, estendendosi per quasi 13 km, in aggiunta al ramo di collegamento con la stazione di Torino Porta Nuova. Circa 8 km del percorso sono in sotterranea, all'interno delle gallerie "Ovest Quadruplicamento", lunga 4448 metri, e "Passante", lunga 3635 metri. Il tratto metropolitano del passante ferroviario si estende rispettivamente a nord fino alla stazione di Settimo Torinese e a sud fino alla stazione di Trofarello.
Il tracciato sostituisce la ferrovia Torino-Milano (Linea Storica) tra Torino Stura e proseguendo fino a Torino Lingotto su un percorso autonomo.
Nel territorio comunale torinese, il passante attraversa i quartieri Falchera, Rebaudengo, Borgata Vittoria, San Donato, Aurora, Crocetta, Lingotto e Mirafiori Sud.